# Diogénès
Diogène Euergète était le commandant de la garnison macédonienne à Athènes, de 235 à 229 av. J.-C.

## Biographie
Vers 235 av. J.-C., il devient gouverneur de la garnison macédonienne d'Athènes. En 229 av. J.-C., il consent à renvoyer ses troupes du port du Pirée, moyennant en échange la somme de 150 talents, libérant ainsi Athènes de l'occupation militaire étrangère pour la première fois en 65 ans,.  Pour ces raisons, il est nommé « bienfaiteur » (évergète) de la ville. En souvenir, les Athéniens lui ont bâti un gymnase, le Διογένειον / Diogéneion (construit avant 106 av. J.-C., date d'une restauration de celui-ci), ont créé des concours en son honneur, la Διογένεια / Diogéneia, et l'ainé de ses descendants avait droit à une place réservée au théâtre de Dionysos.

### Famille
Il devient en 229 av. J.-C. citoyen athénien et est inscrit dans le dème du Pirée. Selon Christian Settipani, il épouse une fille de Medeios, historien d'Antigone II. Il est probablement le père de Diogenes, donateur en 183 av. J.-C..